# Yeva Olenskaya
Yeva (Yevgenia) Nikitichna Olenskaya (1900, Quba, provincia de Bakú, Imperio Ruso-20 de mayo de 1959, Bakú, República Socialista Soviética de Azerbaiyán, Unión Soviética) fue una actriz azerí-soviética, Héroe del Trabajo Socialista (1927) y Artista del Pueblo de la República Socialista Soviética de Azerbaiyán (1949). Es conocida por su papel en la película muda “Arshin mala alan” (The Cloth Peddler) (1917).

## Primeros años
Yeva Olenskaya nació en Quba, provincia de Bakú, en 1900. A pesar de tener nacionalidad rusa, aprendió el idioma azerbaiyano cuando era niña. Su hermana mayor, Alexandra Olenskaya, trabajó como actriz en varias compañías de teatro de Azerbaiyán y animó a su hermana a que trabaje en el teatro. Más tarde, el esposo de su hermana, Heydar Vezirov, Comisario del Pueblo de Agricultura de la República Socialista Soviética de Azerbaiyán, fue reprimido como enemigo del pueblo junto con su esposa y sus dos hijos.

## Carrera
Olenskaya apareció en una obra de teatro por primera vez en 1913 a la edad de 13 años en el estreno de la opereta "Arshin mala alan" interpretando el papel de Asya. Ese mismo año, en 1913, Olenskaya se unió a la compañía dramática azerbaiyana "Nikat", y luego a la compañía "Safa".
En 1917 junto con su hermana, Olenskaya hizo una aparición en la película muda "Arshin mal alan" dirigida por Boris Svetlov. En 1918-1920, Olenskaya trabajó en el grupo de teatro de los hermanos Hajibekov.
Olenskaya estudió en la Escuela Técnica Teatral de Bakú (ahora la Universidad Estatal de Cultura y Arte de Azerbaiyán) en 1923-1926.
Desde finales de 1920 hasta principios de 1925, trabajó en el Teatro de Propaganda y Crítica Libre Turca de Bakú. Luego, en 1926, Olenskaya regresó al Teatro Académico Estatal de Drama de Azerbaiyán, donde actuó durante 34 años. Olenskaya creó papeles dramáticos, trágicos y cómicos tanto en el drama nacional como en las representaciones traducidas.
En 1927, Olenskaya recibió el título de "Héroe del Trabajo Socialista". En 1949, se le concedió el título de Artista del Pueblo de la República.
Yeva Olenskaya murió el 20 de mayo de 1959 en Bakú.

## Trabajos en obras de teatro
- Maria Antonovna (The Government Inspector de N. Gogol);
- Arkhipovna (Guilty Without Fault de A. Ostrovsky);
- Dunka (Lyubov Yarovaya de K. Trenyov);
- Oksana (The Death of the Squadron de O. Korneichuk);
- Manya (Strangers Child by V. Shkvarkin);
- Grandmother Vera (The Young Guard de A. Fadeyev);
- Erna Curcius (Manor in the alley de P.Tour);
- Leokadia Lvovna (Daughter of the Prosecutor de Y. Yanovsky);
- Dergacheva (Personal case de A. Stein).